# フジグラン阿南
フジグラン阿南（フジグランあなん、英称:Fuji GRAND ANAN）とは、徳島県阿南市領家町土倉10に所在する、フジ・リテイリングが展開するショッピングセンターである。

## 概要
2004年（平成16年）4月1日に北島町のフジグラン北島に次いで県内2番目の店舗としてオープン。Willアオキ（阿南ショッピングデパート）閉店後の跡地を改装して開店した。なお、Willアオキの別館だった「Will-2」は現存している。

## 略歴
- 2004年（平成16年）4月1日 - 開店。
- 2013年（平成25年）9月1日 - マクドナルドフジグラン阿南店閉店。
- 2014年（平成26年） - ビューティーファスト阿南フジグラン店閉店。
- 2017年（平成29年）
  - 1月26日 - ミスタードーナツ阿南ショップ閉店。
  - 6月29日 - ミスタードーナツ阿南ショップ跡地にカレーハウスCoCo壱番屋フジグラン阿南店開店。
- 2020年（令和2年）1月31日 - 阿南フードコート（中華蕎麦・餃子『つるつる』・讃岐饂飩『つるつる』・クレープ&ソフト『annie』）閉店。

## テナント
以下のものは内部リンクのあるテナント出店企業・組織（※現時点での状況）を詳述。それ以外はテナント情報を参照

ATM
- 阿南信用金庫
- 阿波銀行
- 四国銀行
- 徳島大正銀行
- ゆうちょ銀行（旧郵便貯金）

1F
- 徳島大正銀行阿南支店フジグラン阿南出張所（有人店舗）
- 西日本ロッタリー（宝くじ）※敷地内・出入口付近
- ホワイト急便はるか
- メディコ21（レディ薬局）※化粧品売り場

2F
- ザ・ダイソー
- MG（ゲームコーナー）※アミューズメントコーナー

敷地内
- カレーハウスCoCo壱番屋
- 丸亀製麺

## 交通

### バス

#### 高速バス
- 徳島バス・ジェイアール四国バス「阿南駅」下車。徒歩。
- 海部観光「阿南ホテルサンオーシャン」下車。徒歩。

#### 一般路線バス
- 徳島バス各線・阿南循環バス「フジグラン前」下車すぐ。
- 徳島バス「富岡東」下車。徒歩。

### 鉄道
- 四国旅客鉄道牟岐線阿南駅下車。徒歩。